# Mesarmadillo tuberculatus
Mesarmadillo tuberculatus là một loài chân đều trong họ Eubelidae. Loài này được Dollfus miêu tả khoa học năm 1892.